# Incident du golfe de Syrte (1981)
Pour les articles homonymes, voir bataille de Syrte.
Incidents du golfe de Syrte
Le premier incident du golfe de Syrte eut lieu le 19 août 1981 dans la matinée lorsque des F-14 Tomcats américains engagent deux Su-22 de l'armée de l'air libyenne. Un second incident similaire aura lieu en 1989.

## Contexte
Depuis 1973, la Libye revendiquait la majeure partie des eaux du Golfe de Syrte comme faisant partie de ses eaux territoriales, et considérait que toute intrusion était une déclaration de guerre. Les tensions entre les États-Unis et la Libye étaient grandes après que les États-Unis ont accusé la Libye de fabriquer des armes chimiques à Rabta. En 1973, puis en 1980, des avions de chasse libyens font feu sur des avions de reconnaissance américains patrouillant près des côtes libyennes. Les porte-avions John F. Kennedy et Theodore Roosevelt étaient déployés près des côtes libyennes après l'arrivée au pouvoir de Ronald Reagan en réponse aux tensions avec la Libye.

## L’engagement

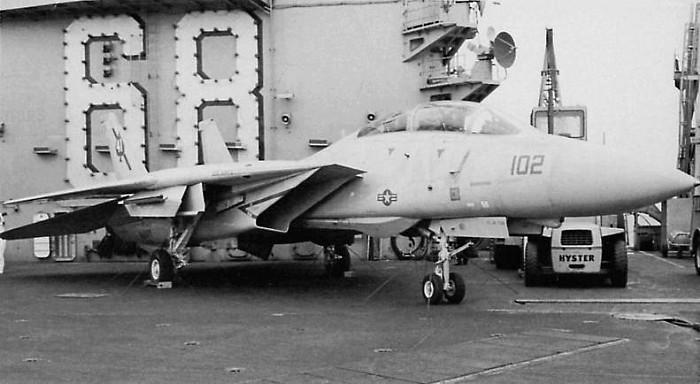
Un des F-14A impliqué dans le combat aérien après son retour sur le Nimitz.

Le matin du 19 août 1981, deux F-14 du VF-41 basé sur l'USS Nimitz (CVN-68) en patrouille durant un exercice militaire détectent deux Su-22 libyens décollant depuis l'aérodrome de Ghardabiya près de la ville de Syrte. Les avions américains font cap sur leurs positions afin de les intercepter. Un des deux Su-22 libyens fait alors feu sur les F-14 avec un missile AA-2 Atoll, sans parvenir à les toucher. Les F-14 répliquent et abattent les Su-22.
Le rapport officiel de la marine américaine affirme que les deux pilotes libyens éjectés ont été récupérés en toute sécurité, mais dans l'enregistrement audio officiel de l'incident pris depuis l'USS Biddle, un des pilotes de F-14 affirme avoir vu un pilote libyen s’éjecter, mais son parachute ne s'est pas ouvert.
Une heure plus tard, les Libyens mènent une opération de sauvetage afin de retrouver leurs deux pilotes abattus et deux MiG-25 décollent à leur tour en direction de l'USS Nimitz avant de faire demi-tour, repérés par les radars des F-14.